# Sjef De Wilde
Sjef De Wilde (* 3. Mai 1981 in Duffel) ist ein ehemaliger belgischer Radrennfahrer.
Sjef De Wilde begann seine Karriere 2004 bei dem belgischen Nachwuchsteam Jong Vlaanderen 2016. In seinem ersten Jahr gewann er die Eintagesrennen Brussel-Opwijk und Stadsprijs Geraardsbergen. 2005 gewann er jeweils eine Etappe bei der Ronde van Antwerpen und bei der Volta a Lleida. 2006 erhielt De Wilde seinen ersten Vertrag bei einem Professional Continental Team, der belgischen Mannschaft Landbouwkrediet-Colnago. In seinem ersten Jahr dort belegte er den zweiten Platz beim Münsterland Giro. 2008 wechselte er für ein halbes Jahr zum Team Willems Verandas um den Rest des Jahres für die Mannschaft Cyclingnews-Jako zu fahren. 2009 fuhr er dann für Palmans-Cras, bevor er nach nur einem Jahr zu Accent Jobs-Willems Veranda’s wechselte. Das letzte Jahr in seiner Karriere fuhr er schließlich für Differdange-Losch. Zum 20. Januar 2014 beendete er schließlich seine Karriere, die nach dem Etappensieg bei der Volta a Lleida 2005 ohne nennenswerten Sieg geblieben ist.

## Erfolge
2005
- eine Etappe Volta a Lleida

## Teams
- 2004 Jong Vlaanderen 2016
- 2005 Bodysol-Win for Life-Jong Vlaanderen
- 2006 Landbouwkrediet-Colnago
- 2007 Landbouwkrediet-Tönissteiner
- 2008 Willems Verandas (bis 7. Juni)
- 2008 Cyclingnews-Jako (ab 8. Juni)
- 2009 Palmans-Cras
- 2010 Verandas Willems
- 2011 Veranda’s Willems-Accent
- 2012 Accent Jobs-Willems Veranda’s
- 2013 Differdange-Losch